# Wester (Asbach)
Wester ist ein Ortsteil der Ortsgemeinde Asbach im Landkreis Neuwied im nördlichen Rheinland-Pfalz. Der Ort ist landwirtschaftlich geprägt.

## Geographie
Der Weiler liegt im Niederwesterwald östlich des Hauptortes Asbach auf einer Anhöhe oberhalb und östlich des Krumbachs. Wester ist über die Kreisstraße 65 mit dem Hauptort Asbach und den Asbacher Ortsteilen Krumbach und Sessenhausen verbunden.

## Geschichte
In der ersten urkundlichen Erwähnung wird 1627 in Wester ein kurkölnischer Hof zusammen mit dem Hof in Zurheiden genannt.
Landesherrlich gehörte Wester seit dem Mittelalter zum Kurfürstentum Köln und zum Amt Altenwied und war Teil der „Honnschaft Limbach“. Nach einer 1660 vom Kölner Kurfürsten Maximilian Heinrich angeordneten Bestandsaufnahme wurde in Wester nur der „Erzstiftische Hof“ genannt, der von mehreren Generationen bewohnt war.
Nachdem das Rheinland 1815 zu Preußen gekommen war, gehörte Wester zur Gemeinde Limbach im damals neu gebildeten Kreis Neuwied und wurde von der Bürgermeisterei Asbach verwaltet. Nach einer Volkszählung aus dem Jahr 1885 hatte Wester 17 Einwohner, die in drei Häusern lebten.
Bis zum 16. März 1974 gehörte Wester zu der bis dahin eigenständigen Gemeinde Limbach. Aus ihr und den gleichzeitig aufgelösten Gemeinden Asbach und Schöneberg sowie einem Teil der Gemeinde Elsaff wurde am 16. März 1974 die Ortsgemeinde Asbach neu gebildet. Wester gehört zur weiter bestehenden Gemarkung Limbach. 1987 zählte Wester elf Einwohner.

## Sehenswürdigkeiten
- In Wester steht eine Hofanlage, die als Kulturdenkmal in die Denkmalliste des Landes Rheinland-Pfalz aufgenommen ist. Es handelt sich um ein Fachwerkhaus aus dem 17. Jahrhundert mit einer Fachwerkscheune aus dem 18. oder 19. Jahrhundert. Bei dem Gebäude handelt es sich um den ehemaligen kurkölnischen Zehnthof, der 1627 erstmals urkundlich erwähnt wurde.[1][6]
- Im „Baumkataster Asbach“ sind zwei ortsprägende Bäume aufgeführt: Am Ortsausgang Richtung Krumbach eine Eiche und Ortseingang von Asbach eine Linde. Das ungefähre Alter der beiden Bäume ist unbekannt.[7]
- Siehe auch: Liste der Kulturdenkmäler in Asbach (Westerwald)